# Norges Fotografforbund

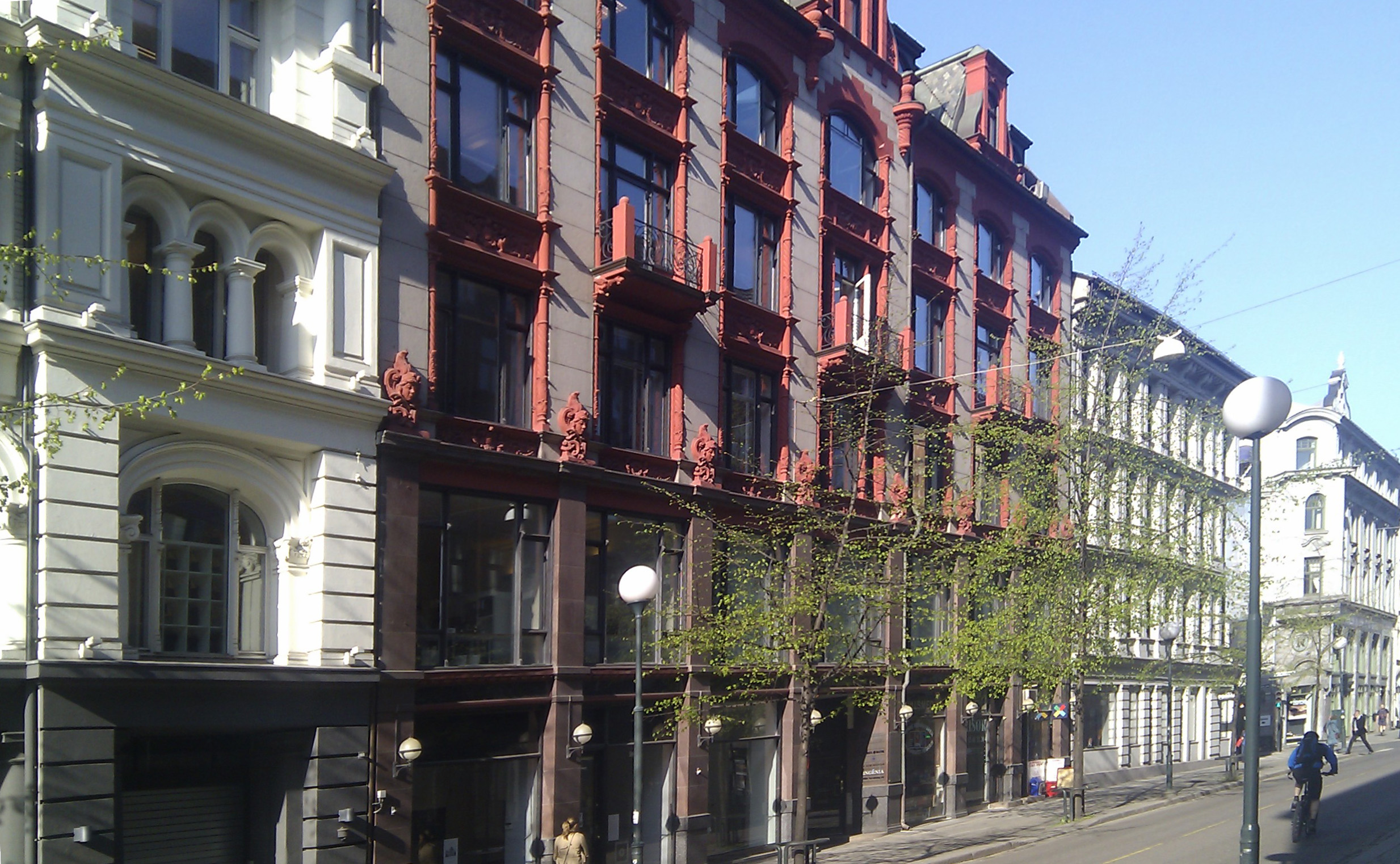
Sídlo Norské fotografické asociace (NFF), Norské reklamní fotografie (NRF) a Asociace institucionálních fotografů (IFF). Budova pochází z roku 1898 a byla navržena Carlem Michalsenem.

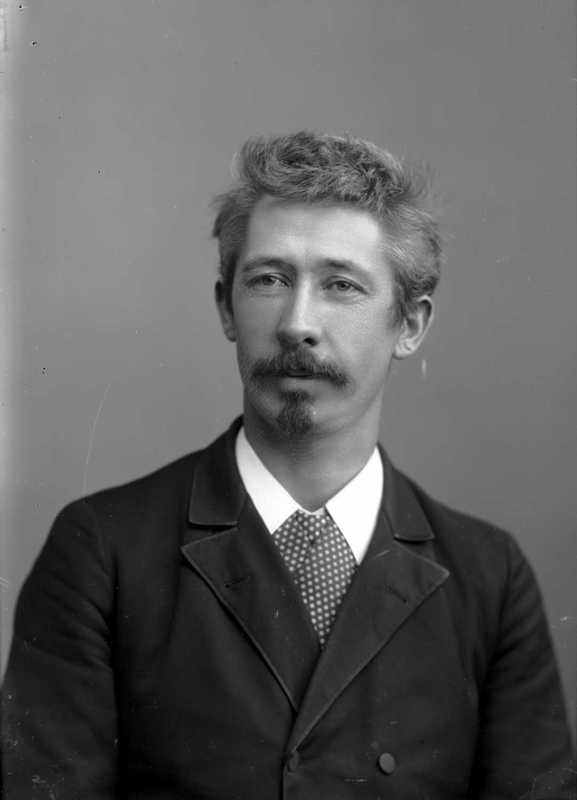
Severin Worm-Petersen, předsedal v letech 1896-1906

Norská asociace fotografů, Norges Fotografforbund zkrácené NFF, je norská asociace s více než 500 členy – fotografy. Asociace byla založena v roce 1894 jako sdružení Fotografernes Forening a jejím posláním je spojovat fotografy v zemi, vzájemně spolupracovat na rozvoji fotografie a pěstovat zájem o fotografii.

## Organizace

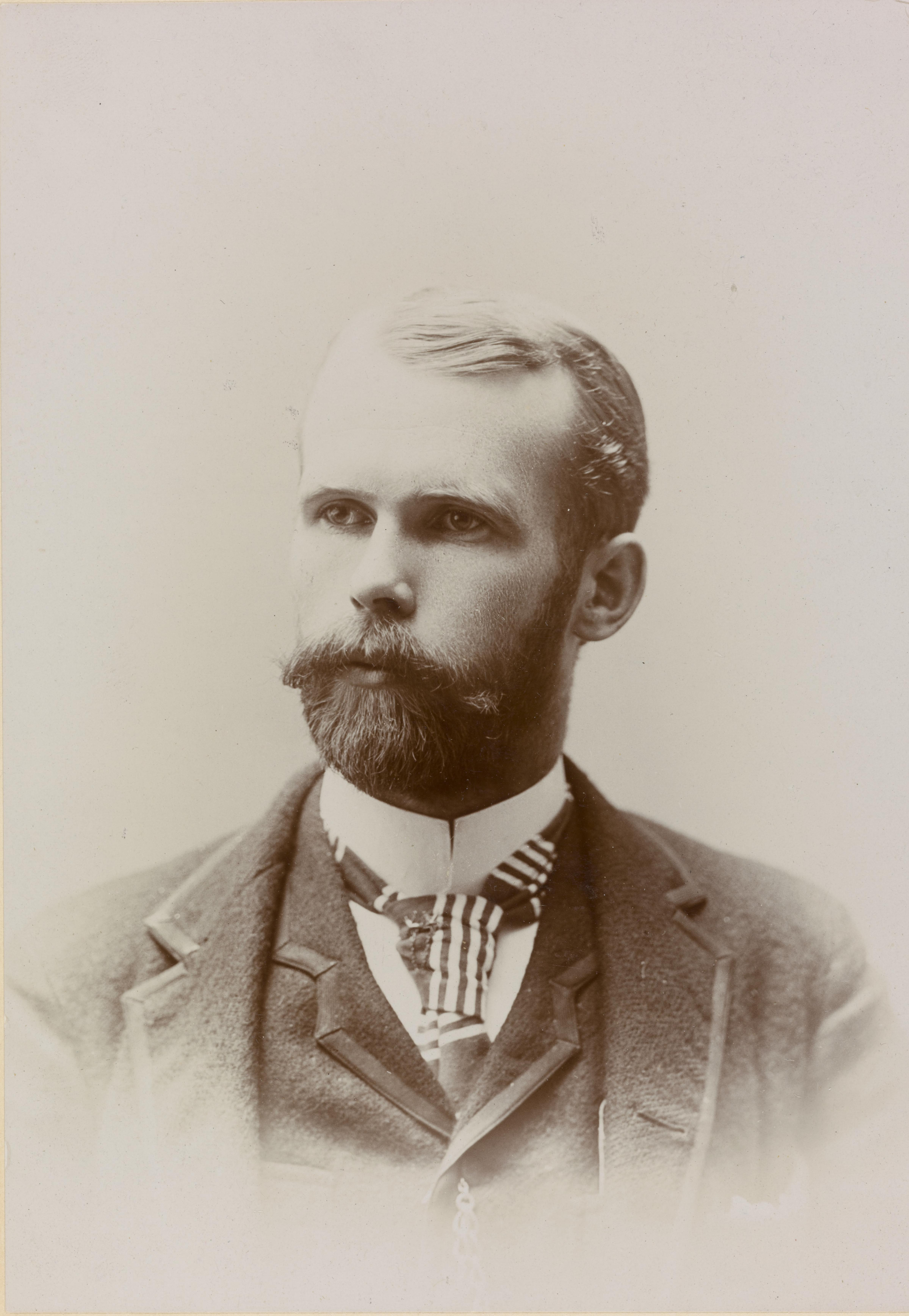
Anders Beer Wilse byl předsednou několikrát

NFF měla od založení 6. prosince 1894 následující předsedy:
- 1894 – Christian Gihbsson
- 1896 – Severin Worm-Petersen
- 1906 – Anders Beer Wilse
- 1908 – Christian Christensen Thomhav
- 1909 – Anders Beer Wilse
- 1911 – Eivind Enger
- 1912 – Ernest Rude
- 1928 – Ansgar Theodor Larsen
- 1932 – Anton Røske
- 1933 – Hans Johnsrud
- 1938 – Johannes Sponland
- 1947 – Fred Monclair
- 1948 – Magnus Hesselberg Ludwigsen
- 1952 – Finn Pettersen
- 1956 – Andreas Thorsrud
- 1959 – Egil Johnson
- 1962 – Jac Brun
- 1970 – Harry Iversen
- 1974 – Harry Sønstrød
- 1976 – Ragge Strand
- 1980 – Søren Sviland
- 1982 – Hans Jørgen Brun
- 1984 – Tor Nyblin
- 1988 – Kirsten Stokmo
- 1990 – Vidar Hoff
- 1994 – Erik Skjøldt
- 1998 – Arild Sønstrød
- 2002 – Grete Reimers
- 2004 – Rolf Schjesvold
- 2011 – Truls Lødtvedt

## Čestní členové

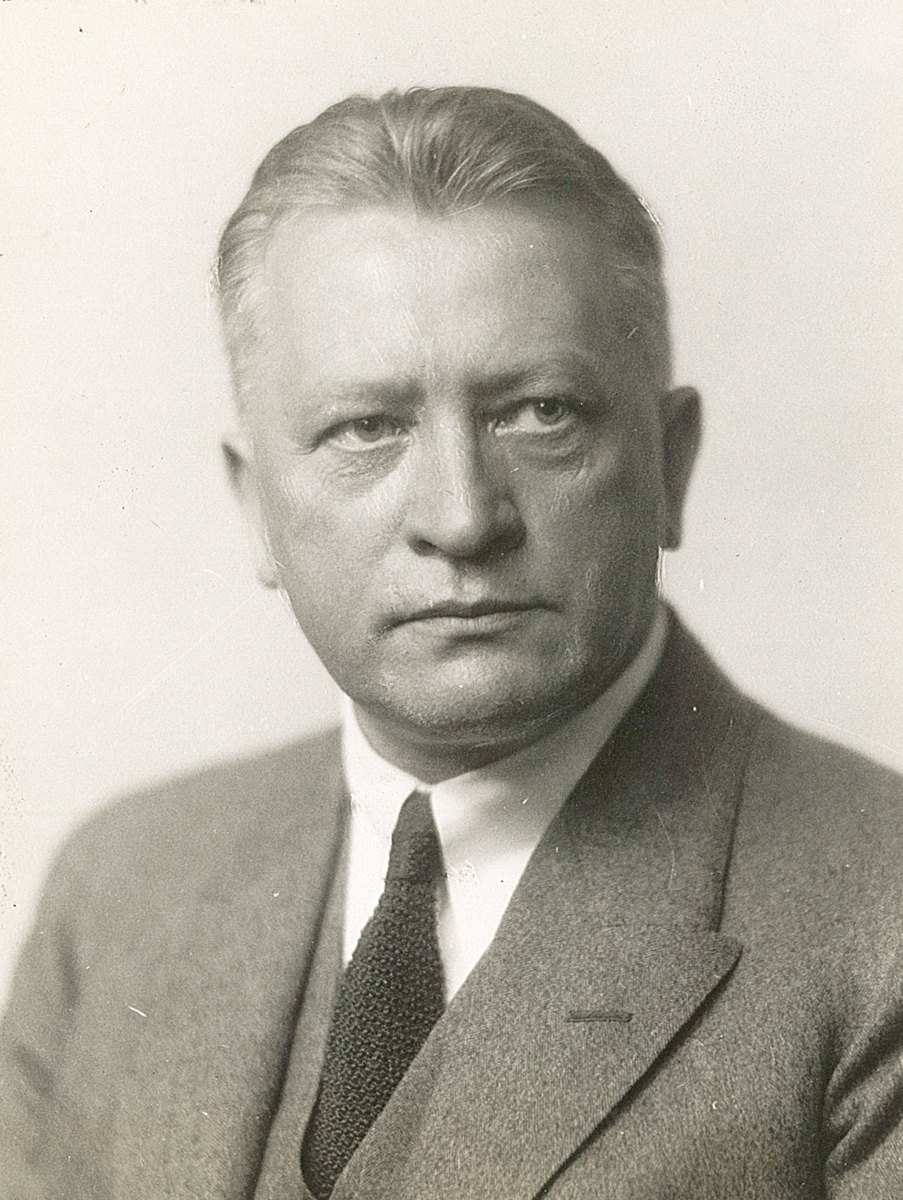
Ernest Rude

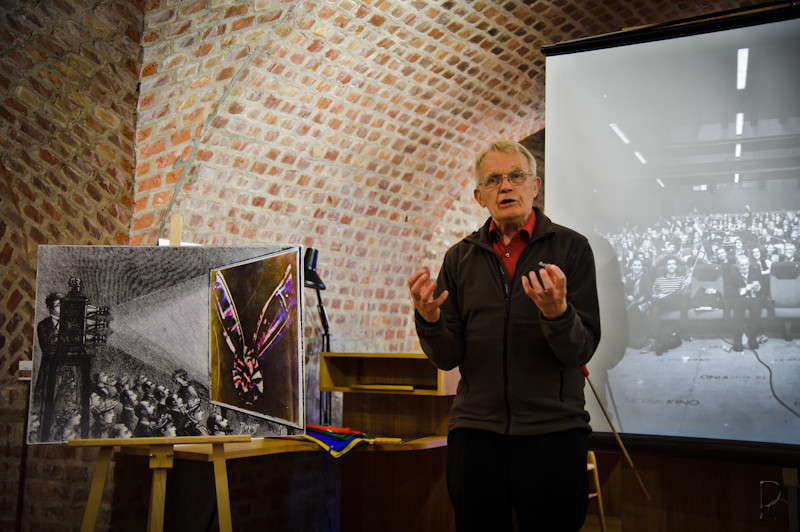
Leif Preus

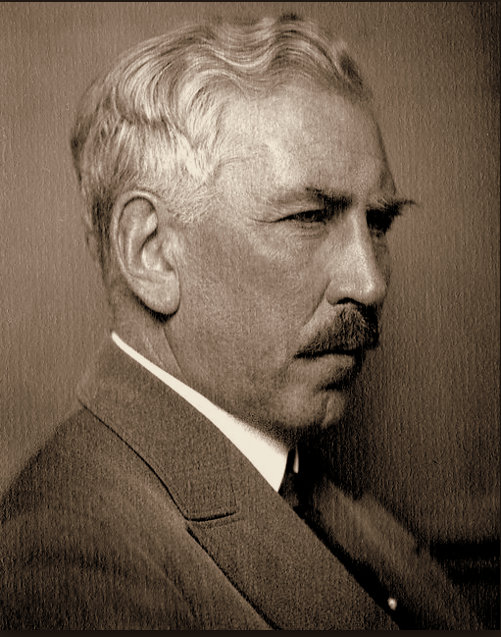
Fotograf Julius Folkmann, Kodaň

NFF určil následující "čestné členy":
- 1912 – Fotograf Worm-Pettersen
- 1915 – Dvorní fotograf Ernest Flormann, Stockholm
- 1915 – Dvorní fotograf Peter Elfelt, Kodaň
- 1925 – Dvorní fotograf A. W. Rahmn, Malmø
- 1925 – Fotograf Julius Folkmann, Kodaň
- 1925 – Grosserer J. L. Nerlien, Oslo
- 1928 – Fotograf Johan Lind, Kabelvåg
- 1928 – Fotograf Ernest Rude, Oslo
- 1934 – Dvorní fotograf Ferdinand Flodin, Stockholm
- 1937 – Fotograf Frederik Hilfling-Rasmussen, Trondheim
- 1937 – Fotograf Anders Beer Wilse, Oslo
- 1946 – Fotograf Ernest Rude, Oslo
- 1948 – Fotograf Anton Røske, Trondheim
- 1953 – Fotograf Edvard Welinder, Stockholm
- 1960 – Fotograf Hans Johnsrud, Notodden
- 1962 – Fotograf Skjold Hilfling-Rasmussen, Trondheim
- 1966 – Fotograf Nils A. Jacobsen, Oslo
- 1970 – Fotograf Jac Brun, Oslo
- 1976 – Fotograf Harry Sønstrød, Drammen
- ? – Fotograf Ragge Strand, Oslo
- 1992 – Fotograf Leif Preus, Horten
- 1994 – Fotograf Thor Melhuus, Trondheim
- 1997 – Fotograf Børge Kalvig, Bryne
- 2005 – Fotograf Jo Benkow
- 2008 – Fotograf Søren Sviland
- 2010 – Fotograf Arne Knudsen
- 2014 – Fotograf Hans Jørgen Brun[1]